# Розлив
Ро́злив (устар. Разлив:253) — хутор в Александровском районе (муниципальном округе) Ставропольского края России.

## География
Расположен в пределах Ставропольской возвышенности, являющейся частью Предкавказской равнины, на высоте 284 м над уровнем моря.
Находится в 8 км к востоку от административного центра поселения и в 3 км к западу от границы с Новоселицким районом. Со всех сторон окружён землями сельскохозяйственного назначения. По территории населённого пункта протекает река Калиновка — левый приток Томузловки.
Протяжённость границ хутора — 2,9 км с севера на юг и 1,7 с запада на восток. Расстояние до краевого центра — 88 км, до районного центра — 15 км. Ближайший населённый пункт — село Падинское Новоселицкого района, расположенное в 6 км.

## История
Начиная с 1920-х годов хутор входил в состав Калиновского сельского совета Александровского района Ставропольского округа Северо-Кавказского края:253.
До 16 марта 2020 года хутор входил в упразднённый Калиновский сельсовет.

## Население
| 1926 | 1989 | 2002 | 2010 | 2014 | 2021 | 2023 |
| ---- | ---- | ---- | ---- | ---- | ---- | ---- |
| 196  | ↗255 | ↘161 | ↗246 | ↘200 | →200 | ↘197 |

Согласно поселенным итогам переписи 1926 года по Северо-Кавказскому краю в Розливе имелось 36 хозяйств; число жителей составляло 196 человек, из них 97 мужчин (49,5 %) и 99 женщин (50,5 %); преобладающая национальность — русские:253.
По результатам Всероссийской переписи 2010 года в хуторе проживало 246 человек, из них 121 мужчина (49,2 %) и 125 женщин (50,8 %).
На 1 января 2017 года численность населения согласно данным администрации сельсовета составляла 170 человек, согласно данным районной администрации — 139 человек.
Национальный состав
По данным переписи 2002 года в национальной структуре населения преобладают русские (61 %).

## Социальная инфраструктура
Жилая застройка представлена индивидуальными одноэтажными домами с приусадебными участками. Часть зданий построена в первой половине 1900-х годов. Количество жилых домов — 56 (2013). Имеется водо-, электро- и газоснабжение. Центральное теплоснабжение частных домовладений, горячее водоснабжение, центральная канализация отсутствуют.
Услуги здравоохранения жителям хутора оказывает фельдшерский пункт; социальные услуги — Александровский комплексный центр социального обслуживания населения; образовательные услуги предоставляются средней общеобразовательной школой № 7 села Калиновского.

## Транспортная инфраструктура
Связь c другими населёнными пунктами внутри поселения и выход за его границы осуществляется автомобильным видом транспорта. Вблизи Розлива проходят автомобильные дороги общего пользования регионального значения «Александровское — Гофицкое» и «Новоселицкое — Падинское — Калиновское».
Хутор связан регулярным автобусным сообщением с хуторами Харьковский и Жуковский, сёлами Падинское и Грушевское (маршрут № 108 «с. Александровское — с. Грушевское»), а также городом Ставрополем (маршрут № 510 «Розлив, ОП — Ставрополь, АВ»). Оба маршрута обслуживаются автобусами малого класса.
В течение учебного года между Розливом и Калиновским курсирует школьный автобус, осуществляющий подвоз проживающих на хуторе детей в среднюю общеобразовательную школу № 7.

## Связь и телекоммуникации
В Розливе доступна сотовая связь (2G и 3G), обеспечиваемая операторами «Билайн», «МегаФон», «МТС», «Yota».
Хутор входит в перечень поселений (населённых пунктов) Ставропольского края с численностью населения менее трёх тысяч человек, в которых отсутствует точка доступа к информационно-телекоммуникационной сети «Интернет».
Ближайшее отделение почтовой связи, обслуживающее жителей Розлива, находится в селе Калиновском.